# Redikorcevia
Genre
Redikorcevia est un genre d'opilions eupnois de la famille des Phalangiidae.

## Distribution
Les espèces de genre se rencontrent au Kazakhstan et en Chine.

## Liste des espèces
Selon World Catalogue of Opiliones (29/04/2021) :
- Redikorcevia platybunoides Snegovaya & Staręga, 2008
- Redikorcevia shokhini Snegovaya & Staręga, 2019

## Étymologie
Ce genre est nommé en l'honneur de Vladimir V. Redikorzev.

## Publication originale
- Snegovaya & Staręga, 2008 : « Redikorcevia platybunoides gen. & sp. n., a new harvestman from Kazakhstan, with establishment of a new tribe Scleropilionini trib. n. (Opiliones: Phalangiidae). » Acta Arachnologica, vol. 57, no 1, p. 5–7 (texte intégral).